# Elektrownia jądrowa Juragua

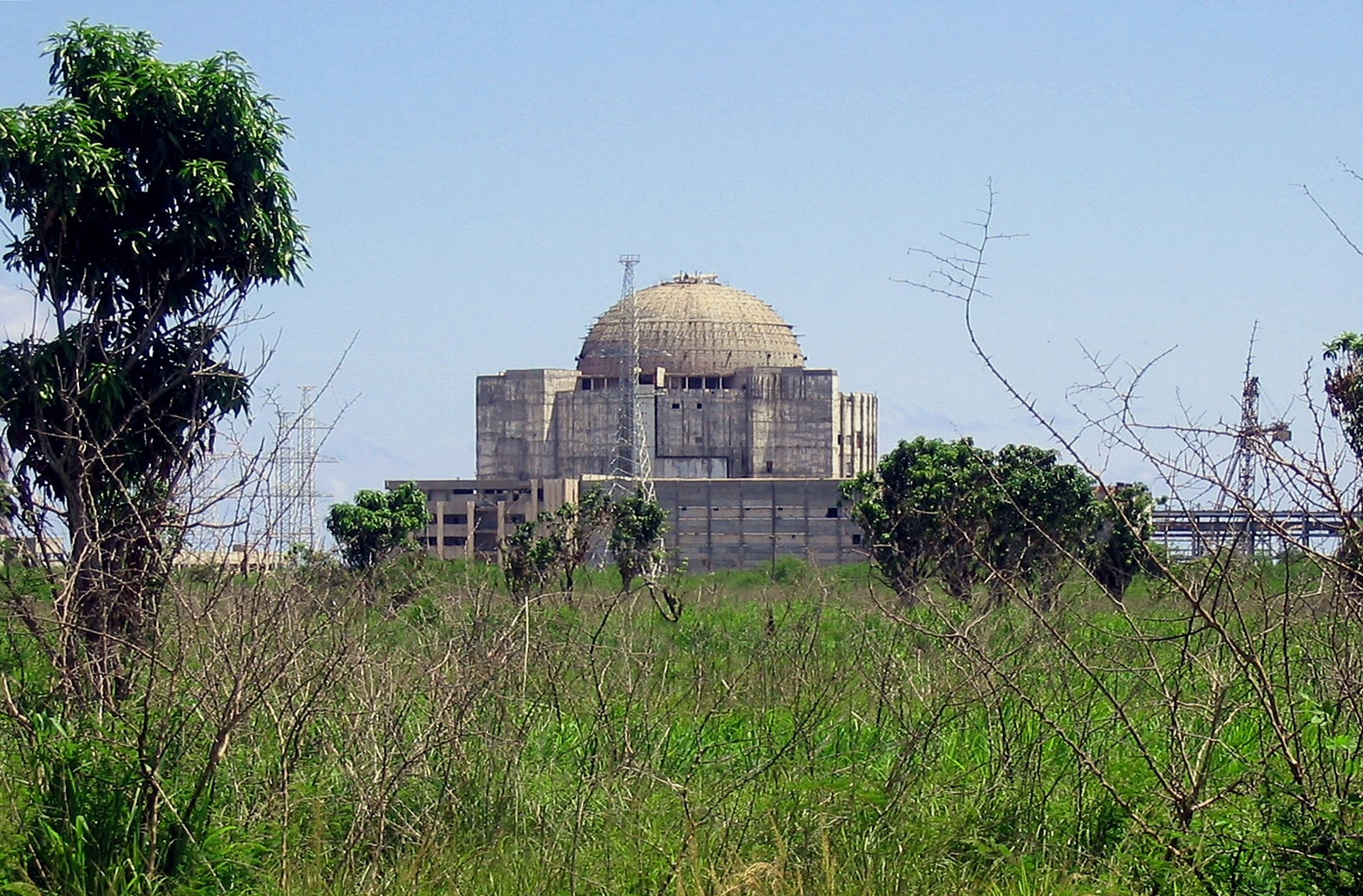
Niedokończona budowa elektrowni

Elektrownia jądrowa Juragua była elektrownią jądrową w budowie na Kubie, gdy w 1992 r. ogłoszono zawieszenie budowy po upadku Związku Radzieckiego i zakończeniu radzieckiej pomocy gospodarczej dla Kuby. Rosja i Kuba starały się o finansowanie z krajów trzecich w celu dokończenia budowy elektrowni w połowie lat 90., ale w 2000 r. oba kraje zgodziły się zrezygnować z projektu.
Obok elektrowni zbudowano miasteczko robotnicze Ciudad Nuclear, które jest dziś zamieszkane, choć wiele budynków pozostało w stanie niedokończonym.

## Tło
Zainteresowanie Kuby cywilnym wykorzystaniem energii jądrowej sięga 1956 r., kiedy Kuba i Stany Zjednoczone podpisały „Umowę o współpracy w zakresie cywilnego wykorzystania energii atomowej”. Umowa ta sugerowała możliwość dalszej współpracy obejmującej projektowanie, budowę i eksploatację reaktorów jądrowych produkujących energię. Porozumienie osiągnięto podczas reżimu Fulgencio Batisty, który później został obalony w wyniku rewolucji kubańskiej w 1959 r. Traktat został ostatecznie rozwiązany podczas kryzysu kubańskiego w październiku 1962 r.
Współpraca rosyjsko-kubańska w dziedzinie energetyki jądrowej sięga stycznia 1967 r., kiedy Związek Radziecki sponsorował wystawę fotograficzną „Energia atomowa dla celów pokojowych” w Kubańskiej Akademii Nauk. Dziewięć miesięcy później oba kraje zawarły porozumienie w sprawie dostarczenia Kubie reaktora badawczego do celów eksperymentalnych i dydaktycznych, a także pomocy w montażu i obsłudze sprzętu. W 1975 r. urzędnicy kubańscy i rosyjscy podpisali traktaty o „współpracy w pokojowym wykorzystaniu energii jądrowej” i „ustanowieniu bezpośredniej współpracy naukowo-technicznej w dziedzinie wykorzystania energii jądrowej”.
W 1976 roku Kuba i Związek Radziecki podpisały umowę o budowie dwóch 440-megawatowych reaktorów jądrowych (VVER-440 V318) w południowo-środkowej prowincji Cienfuegos, w pobliżu wioski Juraguá. Pierwotny plan zakładał budowę 12 reaktorów, po cztery w Juraguá, Puerto Esperanza w zachodniej części wyspy i Holguín na wschodzie. Projekt ostatecznie ograniczono do dwóch 440-megawatowych reaktorów jądrowych, oba w Juraguá. Po ukończeniu budowy pierwszy reaktor miałby generować ponad 15% zapotrzebowania Kuby na energię. Budowa tych reaktorów była priorytetem dla Kuby ze względu na jej zależność od importowanej ropy.